# San Luis del Palmar (Corrientes)
Pour les articles homonymes, voir San Luis.
San Luis del Palmar est une ville de la province de Corrientes, en Argentine, et le chef-lieu du département homonyme.